# سوان ایرلاینز
سوان ایرلاینز (به انگلیسی: Sawan Airlines) یک شرکت هواپیمایی است.
دفتر مرکزی سوان ایرلاینز در اربیل، عراق واقع شده‌است.